# Світлодарськ
Світлода́рськ  — місто в Бахмутському районі Донецької області. Адміністративний центр Світлодарської міської громади. Населення станом на 2022 рік — 11 127 особи. 24 травня 2022 року місто захоплене російськими загарбниками.

## Географія
Місто розташоване в північно-східній частині Донецької області, на плато Донецького кряжу, в 30 км на південий-схід від районного центру м. Бахмут, межує з селищем Луганське. Відстань від найближчих залізничних станцій: ст. Світлодарське — 5 км, ст. Дебальцево — 21 км. Розташоване на правому березі Вуглегірського (Світлодарського) водосховища створеного на гирлі річки Лугань притоки Сіверського дінця. В 3 км на північ від селища розташована Вуглегірська ТЕС.
Місцевість — степна; клімат — помірно континентальний. Висота над рівнем моря приблизно 200 м.
Місто займає територію 24 км², з них 6 % під забудовою. На одного мешканця припадає 23 м² зелених насаджень. Середня температура січня −7,3, липня +21,5. За рік випадає понад 500 мм опадів.

### Особливості адрес
В місті майже всі житлові багатоквартирні будинки мають унікальний номер дому, який не повторюється. Адреси таких будинків не прив'язані до вулиць, тому для позначення адреси, використовується формат «м. Світлодарськ буд.10 кв.10» або «м. Світлодарськ вул. Без назви (Назва відсутня) буд.10 кв.10»

## Назва
Назва «Світлодарське», селищу була дана за пропозицією секретаря Донецького обласної Ради — Колдоби Віри Іванівни в 1968-69 роках. З присвоєнням статусу міста, назва змінюється на — Світлодарськ.

## Історія
Засноване в 1968 році як селище у зв'язку з будівництвом Вуглегірської ДРЕС. З датою заснування існує плутанина в джерелах — на офіційному сайті Світлодарської міської ради вказано що «Свій літопис місто веде з 1969 р.», однак в книзі «Історія Вуглегірської ТЕС» вказано, що «1968 рік — момент відліку біографії не тільки електростанції, но і біографії міста». Також на сграфіто розміщеному на стіні магазину будинку № 7 є напис про заснування міста: «В 1968 году заложен город потомкам в назидание Во благо света, Добра, Любви и Покоя на Земле. Мир Дому Сему!».
Будівництво міста продовжувалося паралельно з будівництвом електростанції. Території будівництва електростанції та майбутнього міста рішенням директора будівництва ВТЕС була зареєстрована в партійному обліку в м.Дебальцеве, що надалі обумовило адміністративне підпорядкування м. Дебальцеве. Станом на 1969 рік в ділянці перших дерев'яних домів ПДУ поруч з житловими будинками розташовувалися: медичний пункт (лікарня, аптека), магазин, відділення міліції. Весною зданий до експлуатації дім готельного типу № 28. А до літа — перший п'ятиповерховий багатоквартирний дім — дім № 29. В 1970 році була побудована перша школа міста, яка прийняла в перший рік роботи приблизно 1600 учнів. Також продовжувалося будівництво інших багатоповерхових будинків та дитячих садків. До 1973 року в селищі Світлодарське було побудовано багато житла, культурно-побутових об'єктів, підприємств торгівлі. В 1973 році був відкритий перший дитячий садок дирекції ВТЕС. 6 липня 1973 року відкритий широкоформатний кінотеатр «Факел» (пізніше — «Космос») на 400 посадкових місць. 5 квітня 1974 року — заснований міський пляж на березі водосховища. В травні 1974 році відкривається магазин «Изобилие» в будинку № 58. До 21 травня 1974 року в парковій зоні біля танцювальної площадки на березі водосховища висаджено більше 800 дерев. В 1974 році добудовано та відкрито лікарняний комплекс. 10 лютого 1975 року відкритий ще один дитячий садок. В 1976 року побудований Торговельний центр, на першому поверху якого розмістився гастроном, а на другому — універсам. 17 листопада 1977 року обласні ЗМІ описували селище так: «Молоде сучасне селище енергетиків — Світлодарське. Десятки облаштованих домів, лікарня, кінотеатр, торговий центр, бібліотеки, парк культури та відпочинку, школи, стадіон та багато інших об'єктів були побудовані з перевершенням графіка. Їх побудували руки молодих ентузіастів.» До 1977 року в селищі проживало 14 тисяч мешканців, було побудовано для енергетиків 150 тис. квадратних метрів житла, дві школи на 3 тисячі учнів, 6 дитячих садків/яслів на 1500 місць, Торговельний центр, 9 магазинів та інші об'єкти культурно-побутового та соціального призначення. В 1983 році — побудований Палац культури. Надалі за сприянням керівництва Вуглегірської ТЕС з метою духовного, естетичного та патріотичного виховання молоді: створена «Галявина казок», Картинна галерея, фонтан, Алея композиторів, Парк Перемоги. Побудовані та введені в експлуатацію музична школа, Центр дитячого та юнацького творчості, шкільні майстерні та ін.
Рішенням Донецької обласної ради від 02.09.1970 року № 491 — селищу Світлодарське присвоєно статус селище міського типу.
Статус міста, Світлодарськ отримав в 1992 році.
29 березня 2013 р. на Вуглегірській електростанції сталася пожежа. Загинула 1 людина, 11 осіб були госпіталізовані. Пошкоджено 4 енергоблоки першої черги. Станцію було відключено від енергосистеми. В місті Світлодарськ зникло централізоване опалення, централізована подача гарячої води. В місті починається будівництво газової котельні (на території недобудованого тролейбусного депо) щоб забезпечити теплом домівки в наступному опалювальному сезоні. Однак, ремонтні роботи на Вуглегірській ТЕС проводяться з випередженням графіка і вже 13 листопада 2013 року запущено та під'єднано до електромережі енергоблок № 4, а в місто повертається централізоване опалення та гаряча вода, що подається з електростанції.
Постановою Верховної Ради України від 20 травня 2015 року № 458-VIII «Про зміну і встановлення меж Артемівського району Донецької області» місто підпорядковується Артемівському району

### Російсько-українська війна
24 січня 2015 року житлові райони міста потрапили під обстріл бойовиків. В результаті одна жінка в тяжкому стані потрапила в лікарню, загалом постраждали двоє людей.
27 січня 2015 року бойовики незаконних збройних формувань здійснили черговий терористичний акт — з реактивних систем залпового вогню «Град» вони обстріляли міську лікарню.
З 18 лютого 2015 року, після окупації міста Дебальцеве бойовиками ДНР, місто Світлодарськ знаходиться на ділянці оборони українських військ названою Світлодарська дуга.
Станом на 18 лютого 2015 року зі Світлодарська через постійні обстріли терористами виїхали 6 тисяч осіб, у місті лишилося 6000 людей.
5 травня 2015-го загинув вранці поблизу міста Світлодарськ у бою з ДРГ терористів, що із засідки обстріляла із РПГ та стрілецької зброї українських військовиків під час об'їзду ними блокпостів, солдат 30-ї бригади Олександр Ковальчук. Ще 6 вояків зазнали поранень, один з них — важких.
30 квітня 2016-го внаслідок обстрілів терористами з гранатометів біля Світлодарського водосховища загинув український військовик.
18 грудня 2016 внаслідок атаки бойовиків на позиції ЗСУ загинули 5 українських військовослужбовців, 6 були поранені. Найманці застосовували заборонені домовленостями про перемир'я озброєння. Атака була відбита.
31 січня, близько 11:30, збройні формування Російської Федерації з напрямку тимчасово окупованого селища Лозове відкрили вогонь зі стрілецької зброї у бік Світлодарська, випустивши 5 черг з автоматичної зброї. Внаслідок ворожого обстрілу вогнепальне кульове наскрізне поранення м'яких тканин правого стегна отримав мешканець міста Світлодарськ 1953 року народження, який рибалив в районі Вуглегірського водосховища.
23 травня 2022 року гарнізон ЗСУ, уникаючи оточення, залишив оборонні споруди в ділянці селища Луганське, селище Миронівський та місто Світлодарськ, відійшовши на оборонні лінії на лівому березі річки Лугань та на територію Вуглегірської ТЕС. 24 травня місто окуповане російськими загарбниками.

## Населення

### Чисельність
| Рік  | Кількість мешканців |
| ---- | ------------------- |
| 1979 | 11337               |
| 1989 | 12162               |
| 1992 | 12700               |
| 1994 | 20000               |
| 1998 | 13400               |
| 2002 | 13184               |
| 2003 | 13090               |
| 2004 | 13020               |
| 2005 | 12931               |
| 2006 | 12764               |
| 2007 | 12582               |
| 2008 | 12406               |
| 2009 | 12373               |
| 2010 | 12287               |
| 2011 | 12273               |
| 2012 | 12172               |
| 2013 | 12164               |
| 2014 | 12127               |
| 2015 | 12042               |
| 2016 | 11898               |
| 2017 | 11776               |
| 2018 | 11631               |
| 2019 | 11537               |
| 2020 | 11421               |
| 2021 | 11281               |

Населення станом на 5 грудня 2001 року становило 13,2 тис. осіб, на початок 2004 — 13,0 тис. осіб.

### Національний склад
Розподіл населення за національністю за даними перепису 2001 року:
| Національність  | Відсоток |
| --------------- | -------- |
| українці        | 60.25%   |
| росіяни         | 36.71%   |
| білоруси        | 1.17%    |
| греки           | 0.35%    |
| вірмени         | 0.29%    |
| молдовани       | 0.14%    |
| татари          | 0.12%    |
| інші/не вказали | 0.97%    |

### Мовний склад
Розподіл населення за рідною мовою за даними перепису 2001 року:
| Мова            | Кількість | Відсоток |
| --------------- | --------- | -------- |
| російська       | 9906      | 75.03%   |
| українська      | 3251      | 24.62%   |
| білоруська      | 13        | 0.10%    |
| вірменська      | 11        | 0.08%    |
| грецька         | 10        | 0.08%    |
| румунська       | 2         | 0.01%    |
| гагаузька       | 1         | 0.01%    |
| німецька        | 1         | 0.01%    |
| інші/не вказали | 8         | 0.06%    |
| Усього          | 13203     | 100%     |

## Господарство
Понад половина зайнятих в народному господарстві працюють на Вуглегірській електростанції та пов'язаних з нею підприємствах.
У місті функціонують 2 загальноосвітніх школи, музична школа та палац спорту з плавальним басейном.

## Медицина
- КНП «Світлодарська багатопрофільна лікарня планового лікування» — міська лікарня на 100 койко-місць, в складі поліклінічне, терапевтичне (з неврологічними ліжками), хірургічне (з травматологічними, гінекологічними, отолярингологічними ліжками), інфекційне відділеннями, денним стаціонаром, приймальним відділенням. Працює з 1974 року.
- Світлодарська амбулаторія ЦПСМД Бахмутської районної ради.[25]
- Пункт базування екстреної медичної допомоги підстанції м. Бахмут, станції швидкої медичної допомоги м. Краматорська — відокремлений структурний підрозділ КНП «ОЦЕМД та МК»[26]

## Культура
У Світлодарську діє палац культури.
В місті зберіглося багато арт-об'єктів радянського періоду (мозаїки на будівлях, сграфіто, скульптури, вітражі та ін.).
Влітку 2010 року у місті пройшли зйомки двох документальних фільмів: «У суботу» відомого режисера та сценариста Олександра Міндадзе, а також французько-українського фільму «Земля забуття» / «La Terre Outrage»; режисер фільму — Михаль Боганим.

## Пам'ятники та меморіали
- Пам'ятник воїнам-землякам (Меморіал загиблим воїнам в період 1941-45рр.) — дата спорудження 1985 рік, матеріал — залізобетон, мармур. Меморіальна дошка: 1,3×0,55 м Постамент: 3,0×3,0 м; 76,0×3,76 м Танк: 3,0 х 3,0×6,6 м; довжина ствола — 3,5 м. Номер і дата рішення про взяття на державний облік — 21.06.2000 р. № 376. Координати — 48°26′05.1″ пн. ш. 38°13′21.5″ сх. д. / 48.434750° пн. ш. 38.222639° сх. д.. Проект Вікі любить пам'ятки — 14-209-0088
- Могила воїна-афганця сержанта Юрія Анатолійовича Шептекіти (1983 р.). Дата спорудження — 1984 р. Матеріал — сірий граніт. Стела: 1,6 м. Номер і дата рішення про взяття на держоблік — 14.07.1993 р. № 419. Розташований — цвинтар, ряд 4, мог. 15. Координати -48°26′02.2″ пн. ш. 38°14′23.2″ сх. д. / 48.433944° пн. ш. 38.239778° сх. д.. Проект Вікі любить пам'ятки — 14-209-0089
- Меморіал воїну-афганцю сержанту Юрію Анатолійовичу Шептекіті. Координати — 48°26′18.3″ пн. ш. 38°13′25.5″ сх. д. / 48.438417° пн. ш. 38.223750° сх. д.
- Меморіал ліквідаторам аварії на Чорнобильскій АЕС. Координати — 48°26′8″ пн. ш. 38°12′51″ сх. д. / 48.43556° пн. ш. 38.21417° сх. д.

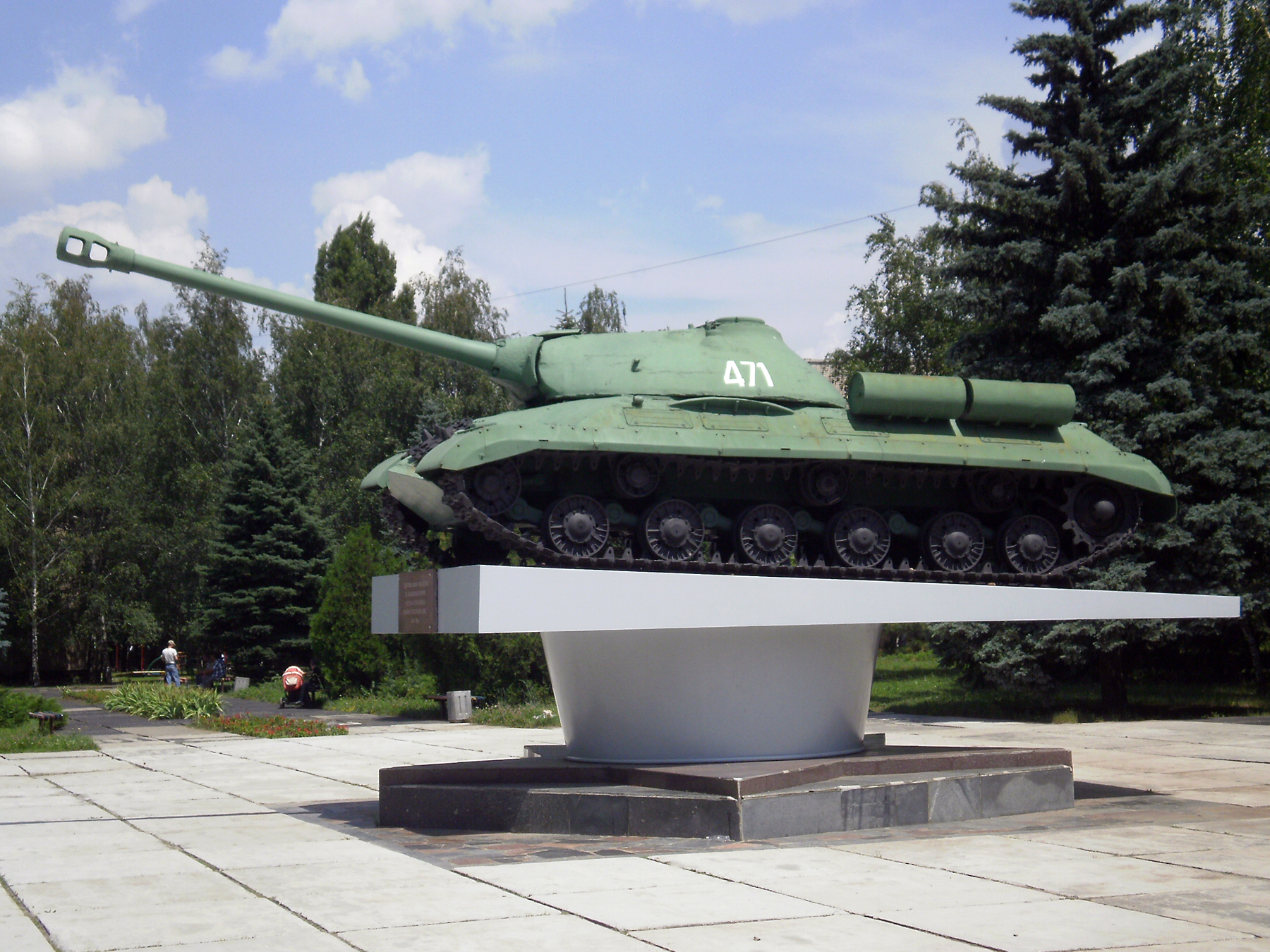
Меморіал загиблим воїнам у Другій світовій війні — пам'ятник-танк ІС-3
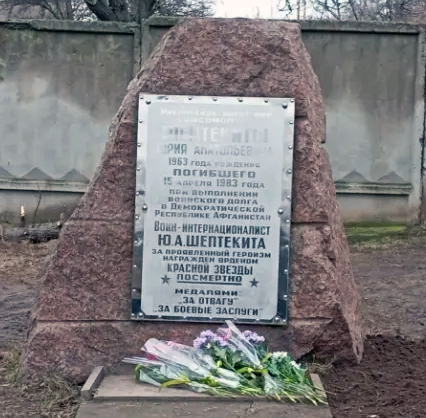
Меморіал воїну-афганцю сержанту Юрію Анатолійовичу Шептекіті
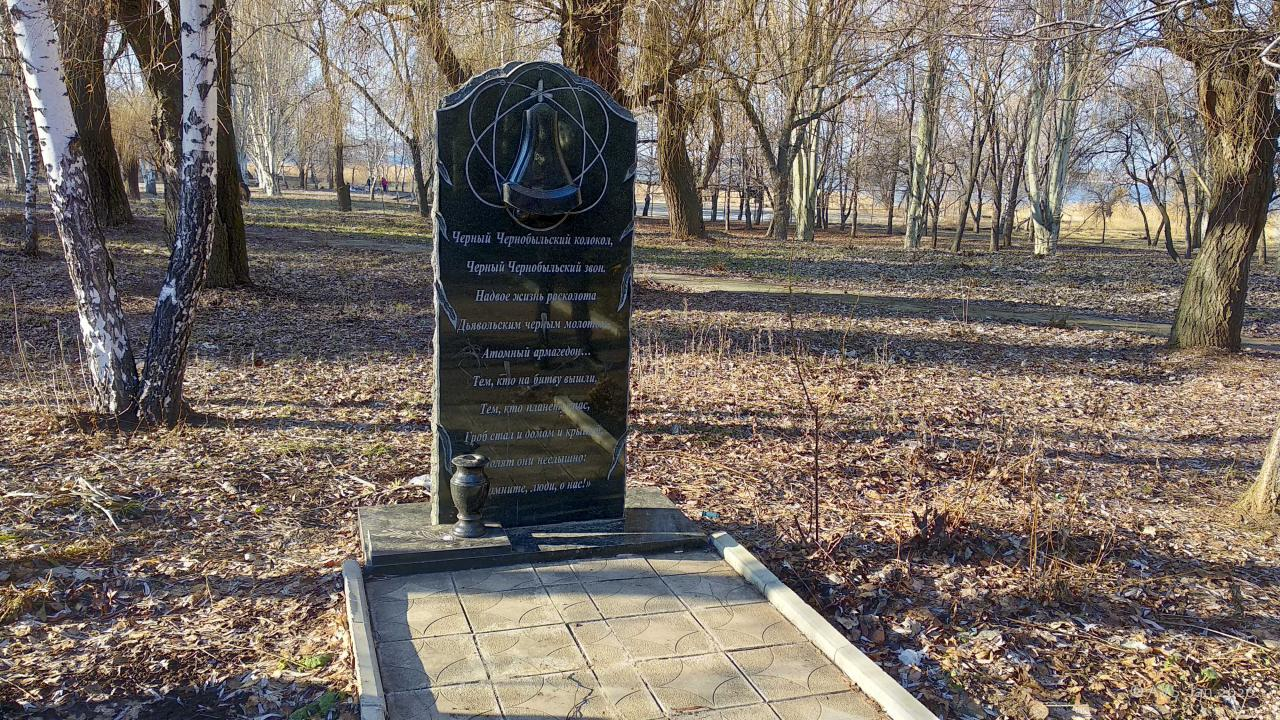
Меморіал ліківдаторам аварії на Чорнобильскій АЕС

## Соціальна сфера
в місті знаходяться:

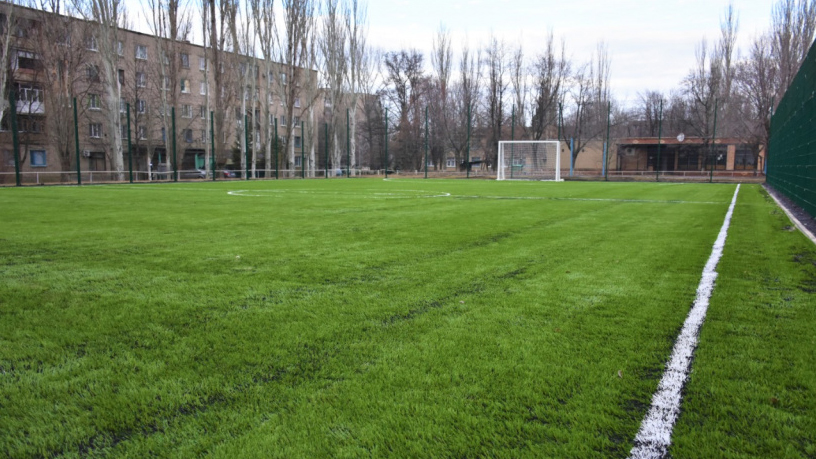
Штучне футбольне поле біля НВК

- 4 заклади для дітей дошкільного віку
- 2 школи (ЗОШ № 11, та Світлодарський НВК I—III ст. № 8);
- музична школа;
- Палац Культури;
- Палац Спорту;
- Дитяча та доросла міська бібліотека
- тренажерний зал «Атлант»;
- ЦДЮТ — центр дитячої та юнацької творчості;
- комунальний молодіжний центр «Імпульс»
- креативна молодіжна платформа «VPN-zone»
- кафе «Піраміда», «Візит», «Нептун», «В двох кроках», «Маркет+»
- в місті кілька занедбаних паркових зон, пляж.

23 грудня 2019 року пройшло відкриття спортивного майданчика зі штучним покриттям поблизу Світлодарського  навчально-виховного комплексу «Дошкільний навчальний заклад — загальноосвітня школа І ступеня — гімназія»
23 жовтня 2021 року жителями міста та комунальними працівниками встановлено нові гойдалки, дитячу гірку подаровані швейцарським благодійним фондом та завезли 20 тон піску для створення пісочниці.
В 2021 році відкритий капітально реконструйований спортивний зал ЗОШ І-ІІІ № 11, в якому 2011 році, через порушення технології при будівництві школи, стався обвал плити перекриття.

## Телебачення радіо та зв'язок

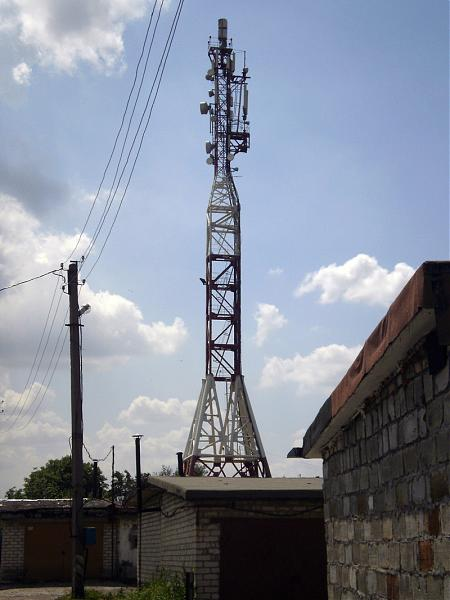
Вежа телерадіоретранслятор

В місті розташована вежа телерадіоретранслятор (вежа ДФКРРТ (РТС) висотою 50 метрів. Координати — 48°26′09″ пн. ш. 38°13′36″ сх. д. / 48.43583° пн. ш. 38.22667° сх. д. Фото.
До травня 2022 року, вежа ретранслювала телевізійний сигнал: 24-й ТВК (телеканал ТЕТ, потужність 0.01 кВт); 28-й ТВК (телеканал Перший, потужність 0.1 кВт); 46-й ТВК (телеканал Інтер, потужність 0.1 кВт); та радіосигнали — на частості 92,3 Мгц (резерв — потужність 0.5 кВт) та 107.3 Мгц (Армія Fm — потужність 0.1 кВт). Також вежа використовувалась як базова станція мобільних операторів. Після окупації міста 24 травня 2022 року російськими загарбниками, представники самопроголошеної ДНР одразу втрутилися в роботу вежі-ретранслятора з метою вимкнути український мобільний зв'язок а також сигнал телебачення та радіо.
Також до травня 2022 року в місті діяли 3 інтернет-провайдери.

### Відділення пошти
- Відділення Укрпошти, індекс — 84792, адреса — вул. Миру, 5а, місто Світлодарськ, Бахмутський р-н, Донецька обл.
- Відділення Нової пошти № 1, адреса — проспект Перемоги 86-а, місто Світлодарськ, Бахмутський р-н, Донецька обл.
- Відділення зв'язку Укртелекому.

## Транспортне сполучення
До 2015 року в місті діяла автостанція з якої відправлялись автобуси приміського сполучення (на Миронівський, Дебальцеве) та міжміського сполучення — на Артемівськ (через Луганське, Клинове), Донецьк (через Горлівку або Єнакієве), Горлівку (через Новолуганське, Гольмівський, Травневе), Попасну (через Троїцьке), Краматорськ, Слов'янськ, Красний Луч.
Автобусне сполучення з містом було відновлено в 2016 році за рахунок рейсового автобуса Бахмут — Світлодарськ (через селище Миронівський), однак автобус курсував без заїзду на автостанцію, кінцевим зупиночним пунктом автобуса в місті буда центральна площа.
Окремо від рейсових автобусів, здійснювався підвоз працівників підприємств за маршрутами:
- Миронівська ТЕС — селище Миронівський — селище Луганське — місто Світлодарськ (транспортом Миронівської ТЕС).
- Вуглегірська ТЕС — місто Світлодарськ — селище Луганське — селище Миронівський (транспортом Вуглегірської ТЕС).
- Миронівський ЗЗБК — селище Миронівський — місто Світлодарськ через селище Луганське (транспортом Миронівського ЗЗБК).
- ПрАТ «Бахмутський аграрний союз» — селище Новолуганське — місто Світлодарськ — селище Луганське — селище Миронівський (транспортом ПрАТ «Бахмутський аграрний союз»).

В 5 км від міста, неподалік від селища Семігір'я Бахмутського району існує вантажно-пасажирська залізнична станція Світлодарське на лінії Микитівка — Попасна між станціями Доломіт (7 км) та Роти (9 км). Однак, через значну віддаленість від міста, вітстутності регулярного автобусного сполучення зі станцією, та невелику кількість курсуючих поїздів (1 приміський дизель-поїзд на добу) — залізнична станція не була популярна серед мешканців міста. А з 2014 року — курсування приміських поїздів через станцію зовсім припинилося.

## Відомі мешканці
- Панасовський Олег Григорович — директор Вуглегірської ТЕС (з 1982 по 2002 рр.)[5], Народний депутат України І, II, III, IV, V скликань (з 1990 по 2007 рік).
- Марія Тетерук — випускниця ЗОШ І-ІІІ ст. № 11, переможниця IV (фінального) етапу XI Міжнародного мовно-літературного конкурсу імені Тараса Шевченка в 2021 році, президентський стипендіат. В 2021 році склала ЗНО з української мови та літератури на 200 балів (максимальний бал).[33][34]

## Галерея

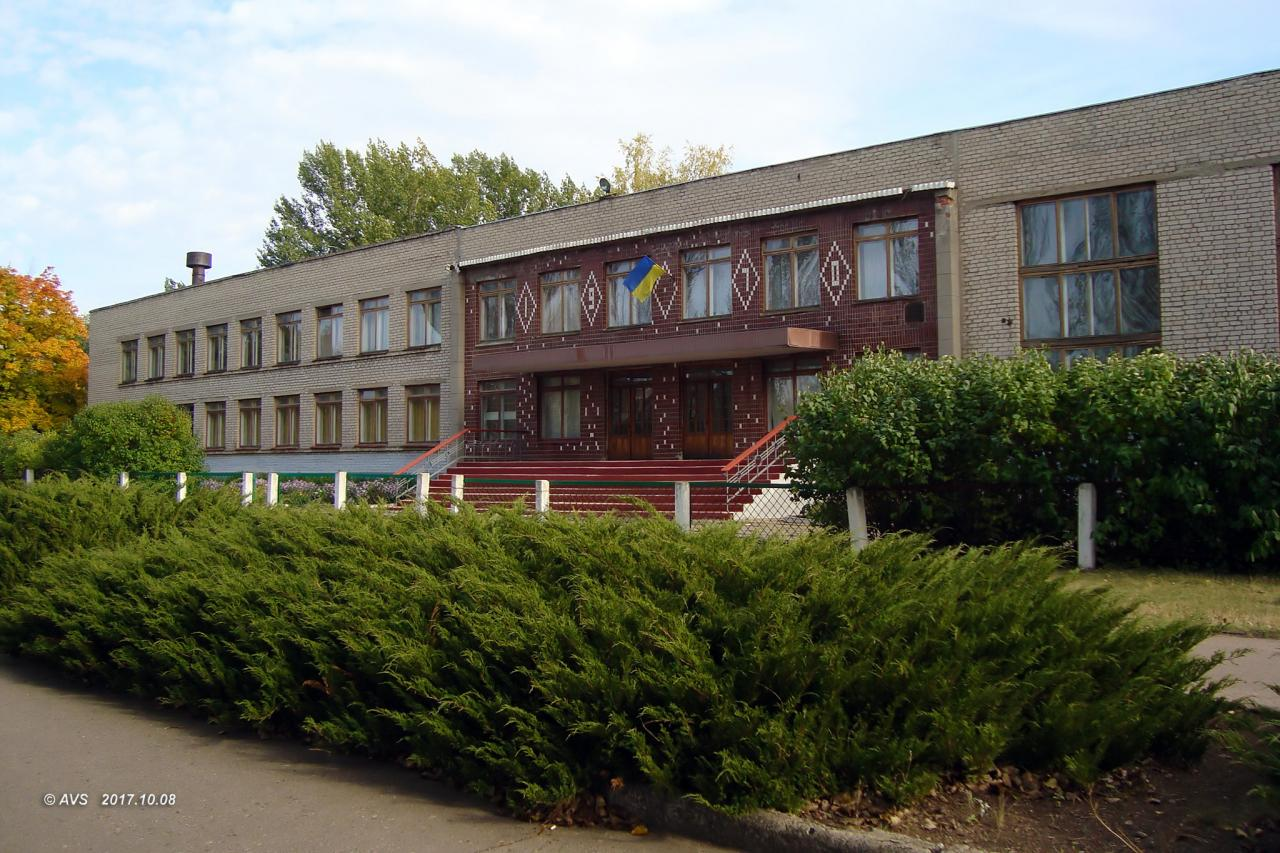
Світлодарський НВК І-ІІІ №8
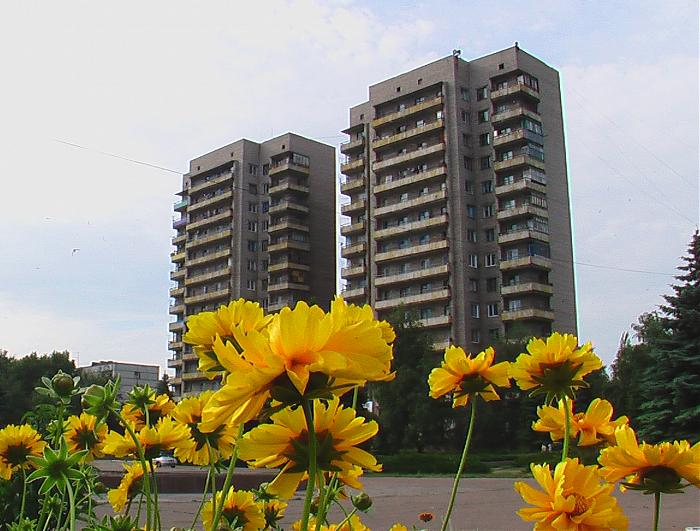
Дім 47 та 47-а в центральній частині міста
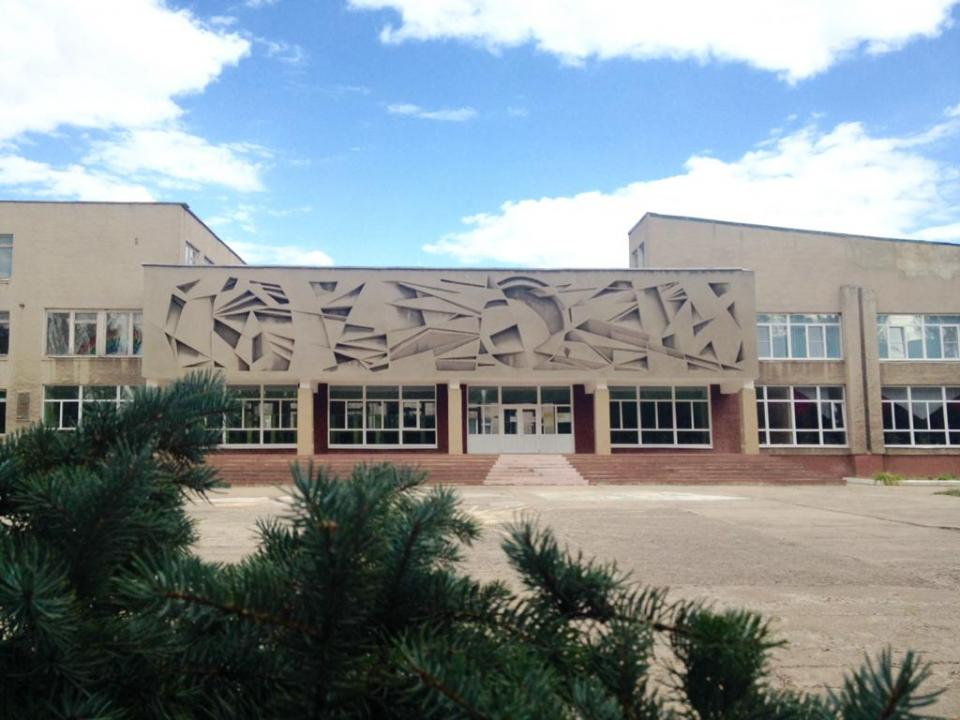
ЗОШ №11
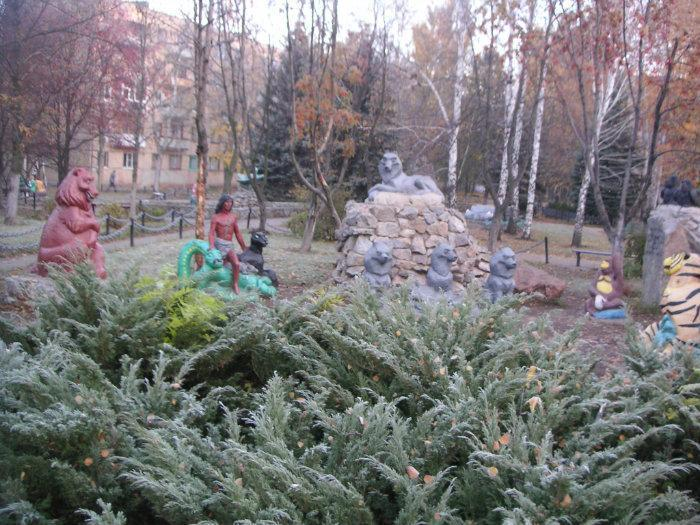
Галявина казок
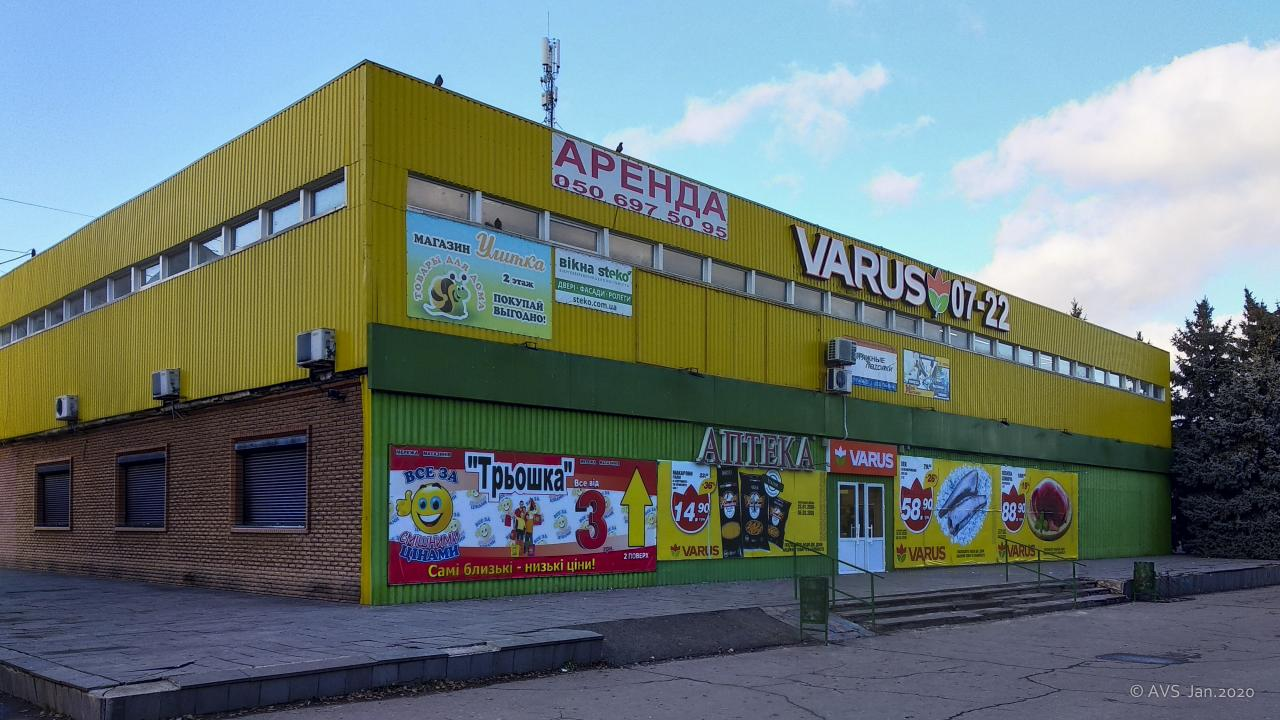
Супермаркет «Varus» (будівля колишнього Торговельного центру)